# Santo (canción)
"Santo" es una canción grabada por la cantante estadounidense Christina Aguilera y el rapero y cantante puertorriqueño Ozuna para su noveno estudio y segundo álbum en español, Aguilera. Fue escrita por Aguilera y Ozuna, junto a DallasK, Gale y Josh Barrios, mientras que la producción estuvo a cargo de DallasK, Rafa Arcaute, Federico Vindver, coproducida por Afo Verde, y su producción vocal estuvo a cargo de Jean Rodríguez. Fue lanzado por Sony Music Latin como el tercer sencillo del álbum el 20 de enero de 2022.
"Santo" es una canción de reguetón con influencias urbanas y de cumbia. Líricamente, la canción trata sobre dos personas que están dispuestas a hacer cualquier cosa el uno por el otro. Recibió críticas positivas de los críticos musicales, quienes elogiaron la voz de Aguilera, el ritmo y la pegajosidad de la canción. “Santo” logró éxito comercial principalmente en territorios latinoamericanos, alcanzando el top 10 en Guatemala, El Salvador, Panamá, Puerto Rico, Perú y Venezuela.
También recibió una certificación de Platino (campo latino) de la Asociación de la Industria de la Grabación de América (RIAA), y fue nominado a Mejor Fusión/Interpretación Urbana en los Latin Grammy Awards.

## Posiciones
| Lista (2022)                                    | Mejor posición position |
| ----------------------------------------------- | ----------------------- |
| Chile Chile Pop (Monitor Latino)                | 10                      |
| Costa Rica Latino (Monitor Latino)              | 18                      |
| República Dominicana Pop (Monitor Latino)       | 7                       |
| Ecuador Pop (Monitor Latino)                    | 16                      |
| El Salvador (Monitor Latino)                    | 6                       |
| El Salvador Pop (Monitor Latino)                | 5                       |
| Alemania (Official German Charts)               | 80                      |
| Guatemala (Monitor Latino)                      | 3                       |
| Guatemala Pop (Monitor Latino)                  | 1                       |
| Hungría (Rádiós Top 40)                         | 38                      |
| Hungría (Single Top 40)                         | 17                      |
| Latin America (Monitor Latino)                  | 6                       |
| Latin America (Latino) (Monitor Latino)         | 6                       |
| México Airplay (Billboard)                      | 22                      |
| México Espanol Airplay (Billboard)              | 8                       |
| México Pop (Monitor Latino)                     | 13                      |
| Nicaragua Pop (Monitor Latino)                  | 14                      |
| Panamá (Monitor Latino)                         | 6                       |
| Panamá (PRODUCE)                                | 7                       |
| Panamá Pop (Monitor Latino)                     | 4                       |
| Panamá Urbano (Monitor Latino)                  | 6                       |
| Perú (Monitor Latino)                           | 9                       |
| Perú Pop (Monitor Latino)                       | 4                       |
| Perú Urbano (Monitor Latino)                    | 5                       |
| Puerto Rico (Monitor Latino)                    | 6                       |
| Puerto Rico Pop (Monitor Latino)                | 1                       |
| Puerto Rico Urbano (Monitor Latino)             | 7                       |
| España (PROMUSICAE)                             | 72                      |
| Surinam (Nationale Top 40)                      | 21                      |
| Venezuela Pop (Monitor Latino)                  | 9                       |
| Venezuela Urbano (Monitor Latino)               | 12                      |
| Estados Unidos Hot Latin Songs (Billboard)      | 24                      |
| Estados Unidos Latin Airplay (Billboard)        | 12                      |
| Estados Unidos Latin Pop Airplay (Billboard)    | 3                       |
| Estados Unidos Latin Rhythm Airplay (Billboard) | 7                       |

|